# Лебединка (Алматинская область)
Лебединка — упразднённое село в Талгарском районе Алматинской области Казахстана. На момент упразднения входило в состав Октябрьского сельсовета. Упразднено в 1990-е годы.

## География
Располагалось между реками Талгар и Цыганка, в 1 км к востоку от села Алмалык. Ныне на месте села располагается одноимённое садовое товарщество.

## Население
По данным всесоюзной переписи 1989 года в селе проживало 93 человека, из которых русские составляли 65 % населения, казахи — 22 %.